# Totemisme

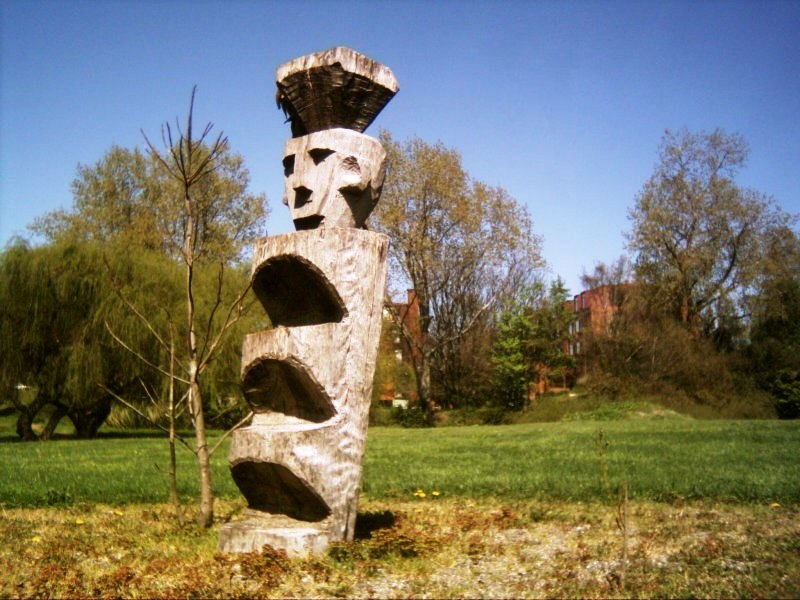
Rewe maputxe de Xile

El totemisme és el conjunt de creences i manifestacions espirituals i socials vinculades a un tòtem.

## Definició
El totemisme és un concepte antropològic actualment en desús, que designa una relació metafísica, un complex sistema d'idees, símbols o pràctiques entre un individu o un grup social i un animal (un vegetal o, fins i tot, un objecte). Comprèn les relacions idealment postulades entre dues sèries, una d'aquestes natural i l'altra, cultural. Trobem el totemisme a Amèrica i Oceania, i pel que sembla és una creença inherent a l'ésser humà primitiu més que una difusió global transmesa entre cultures i ètnies.
El tòtem és un ésser animat o inanimat, del qual un grup de persones diu descendir.

## Generalitats
Els primers antropòlegs i etnòlegs com James George Frazer, Alfred Cort Haddon, John Ferguson McLennan i W. H. R. Rivers van identificar el totemisme com una pràctica compartida entre grups indígenes en parts no connectades del món, que normalment reflecteix una etapa del desenvolupament humà. L'etnòleg escocès John Ferguson McLennan, seguint la moda de la investigació del segle xix, va abordar el totemisme des d'una perspectiva àmplia en el seu estudi The Worship of Animals and Plants (1869, 1870). McLennan no va intentar explicar l'origen específic del fenomen totemístic sinó que va intentar indicar que tota la raça humana havia passat, en l'antiguitat, per una etapa totemística.
El totemisme no és considerat per tothom un fenomen religiós. No es tracta en realitat d'una religió, s'expressa, entre altres característiques, en l'adoració als animals. El concepte de totemisme es va donar a conèixer per l'escocès McLennan a Londres el 1780 amb la fórmula següent: "el totemisme és el fetitxisme més l'exogàmia i la filiació matrilineal (matrillinatge). La identificació de diversos sistemes religiosos amb el totemisme s'ha descartat i el terme ja no s'utilitza amb freqüència, llevat que s'identifiqui amb l'existència d'animals totèmics en alguna tribu. Alguns estudiosos creuen que, en l'anomenat període paleolític, ja hi ha indicis de creença respecte al parentiu amb els animals, és a dir, una característica atribuïda al totemisme.
El totemisme es manifestava en diverses formes i tipus de diferents contexts, sobretot entre pobles que barrejaven l'economia (cultius i caça) i, especialment, entre les comunitats de caçadors, com passa a Austràlia, que el totemisme també és present en tribus que crien bestiar.
El totemisme, de cap manera, pot catalogar una fase general del desenvolupament cultural del clan, però sens dubte ha exercit un efecte psicològic en el comportament de certs grups ètnics, en la seva socialització i en la formació de la personalitat humana.

## Tòtem espiritual

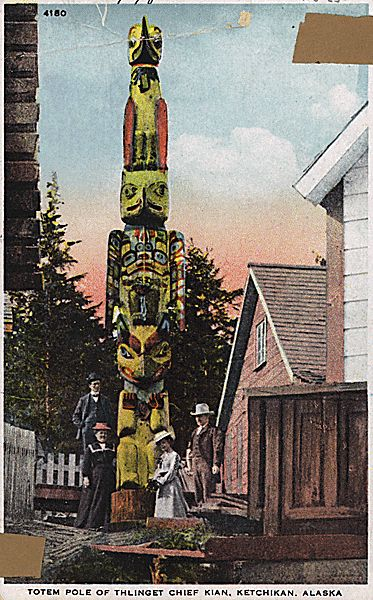
Un tòtem és un objecte, ésser o animal sobrenatural, que en les mitologies d'algunes cultures es pren com a emblema de la tribu o de l'individu; aquest pot incloure una diversitat d'atributs i significats

El terme deriva de la paraula ototeman, del llenguatge dels algonquins anishinaabemowin (a l'àrea nord dels Grans Llacs a Amèrica del Nord oriental): originàriament significa: 'ell és de la meva parentela'. L'arrel gramatical ote significa una relació de sang entre els germans que tenen la mateixa mare i que no poden casar-se entre ells.
Entre algunes tribus indígenes i nacions natives d'Amèrica del Nord, les qualitats dels animals reflecteixen o reflectien forces sobrenaturals i atribucions espirituals. D'entre alguns dels animals reconeguts està l'os, el falcó, el peix, el bisó i el teixó. Aquests eren animals de gran importància.
Existeixen diferents teories sobre el seu origen. Els antropòlegs materialistes suggereixen que el totemisme va néixer com una manera de protegir els animals i les plantes de l'extinció. D'aquesta manera, cada tribu es va encarregar de protegir un animal tòtem, acordant, per exemple, que només ells el caçarien, o també en cas contrari, protegir l'animal totèmic establint un tabú que prohibia la ingesta de l'animal o vegetal en qüestió per part de la tribu. En la pràctica, el totemisme es duia a terme assignant el nom de l'animal al nom de la tribu; així, els antropòlegs trobaven en els seus viatges, per exemple, el clan dels castors, o el clan dels bedolls, entre molts altres tòtems d'animals i plantes que, de vegades, humorísticament, eren adjectivats per formar combinacions del tipus "bisó rialler". Altres antropòlegs menys entusiastes van afirmar que el totemisme va néixer senzillament com una necessitat lingüística de designar els seus veïns, i no van trobar millor manera de fer-ho que usant les paraules que tenien a mà i que millor caracteritzaven els animals. Si els seus veïns eren especialistes en la recol·lecció de la mel, els anomenaven el clan de la mel, o més concretament, els mels.
Antropòlegs més espirituals, basant-se en els increïbles testimonis orals recollits en les seves investigacions, van escriure que l'ésser humà primitiu tenia una relació molt especial amb els animals, que mitjançant pràctiques rituals o ingesta d'endògens, el nostre ancestre recordava o experimentava la vida d'un animal o planta, que ell mateix havia estat. I que, per tant, ingerir la carn del seu animal totèmic era equivalent a menjar un ésser de la seva mateixa espècie, pràctica tabú o prohibida en moltes regions.
El totemisme és, llavors, una mica de tot això; varia segons les regions i pot tenir orígens diferents; el que ens ha d'interessar és l'especial relació de l'individu primitiu amb els animals i les plantes. Hi ha encara, al nostre segle, el prejudici d'associar l'ésser humà primitiu a un individu simple i sense pensaments, i sovint l'associem a un mico. Tanmateix, llegint el testimoni de diversos grans antropòlegs -Claude Lévi-Strauss és un d'ells-, ens adonem de la sublim intel·ligència i la cultura d'aquests individus singulars, tot un museu vivent del nostre passat.
Els bruixots o xamans de cada tribu eren els encarregats de determinar mitjançant visions, l'animal o planta tòtem de cada nounat. Això passava quan hi havia un totemisme individual i no grupal. El tòtem en qüestió, suposadament, protegia l'individu o el clan, així com el clan o l'individu protegien el tòtem. Altres vegades, el totemisme es traduïa en una igualtat de virtuts entre l'ésser humà i el seu animal o planta tòtem, de tal manera que per exemple, l'individu àguila tenia les mateixes virtuts que l'àguila.
Un cop difosa la pràctica d'assignacions totèmiques, el totemisme es va convertir en molts llocs (nord d'Austràlia, Amèrica del Nord...) en una intricada xarxa de relacions socials entre els clans, en què dones serps eren donades en matrimoni a homes àguila, i només a ells, per citar-ne un exemple. Quan un cert nombre de persones en el si d'un clan era sobrepassat, es creava un nou clan, i també un nou tòtem. De tal manera que aquestes precioses relacions socials entre els clans se segellaven. A Amèrica del Nord, ho feien amb el tallat d'un tronc que representava el passat d'un clan, amb tots els seus antecessors totèmics.